# Gaindatherium
Gaindatherium — вимерлий рід носорогів, що жив в Азії в міоцені. В основному він відомий з пагорбів Сівалік у Пакистані, хоча його скам'янілості були знайдені далеко на захід, аж до пустелі Негев.

## Опис
Гайндатерій вважається прямим предком представників роду носорогів. Серед рис, спільних із цим родом, — дугоподібні носові кістки, які допомагали підтримувати його єдиний ріг, і нахилена вперед спина черепа. Його череп довший і вужчий, ніж у носорога, з більш примітивними брахіодонтними зубами.